# Цейлонский лазающий полоз
Цейлонский лазающий полоз (лат. Coelognathus helena) — вид змей из семейства ужеобразных, обитающих в Азии.

## Описание
Общая длина составляет от 1 до 1,3 м, максимальная — 1,7 м. Самки значительно крупнее самцов. Голова удлинённая, немного заострённая на конце, слабо отделена от туловища. Туловище стройное, немного сжатое с боков. Окраска варьирует от жёлто-оливкового до светло-коричневого цвета. На шее от височной области назад тянутся две продольные тёмные полосы. Брюхо бледно-жёлтого цвета или с полукруглыми чёрными линиями по краям. Радужка глаз золотисто-жёлтая, язык красный или розовый. Молодые полозы по окраске практически не отличаются от взрослых особей.

## Образ жизни
Населяет заросли кустарников на склонах на границе тропического леса, а также рисовые поля и агроландшафты вблизи воды. Встречается в нижнем и среднем поясе гор на высоте до 1500 метров над уровнем моря. Ведёт в основном наземный образ жизни, но может подниматься на кустарники и невысокие деревья. Активен в прохладные вечерние часы, укрываясь в дневную жару под камнями, в дуплах деревьев, норах грызунов или слое лесной подстилки. Молодые полозы, напротив, активны в течение всего светлого времени суток. Питается грызунами.

## Размножение
Это яйцекладущая змея. Самка откладывает от 4 до 8 яиц. За сезон может быть до 6 кладок.

## Распространение
Вид распространён практически на всём Индийском субконтиненте от восточных границ Пакистана до Бангладеш включительно, на север до предгорий Гималаев в Непале и северной Индии, а также на острове Шри-Ланка.